# Tremlja
Tremlja (vitryska: Трэмля) är ett vattendrag i Belarus.   Det ligger i voblasten Homels voblast, i den centrala delen av landet, 220 km söder om huvudstaden Minsk.
Omgivningarna runt Tremlja är en mosaik av jordbruksmark och naturlig växtlighet. Runt Tremlja är det ganska glesbefolkat, med 47 invånare per kvadratkilometer.